# شارل چهارم
شارل چهارم یا شارل زیبا (به فرانسوی Charles IV le Bel) از ۱۲۹۴ تا ۱ فوریه ۱۳۲۸ از دودمان کاپتی بود. او از ۱۳۲۲ تا ۱۳۲۸ پادشاه فرانسه و با عنوان شارل یکم پادشاه ناوار بود.

## زندگی‌نامه
او سومین پسر فیلیپ چهارم بود. به دلیل اینکه مادرش اهل پادشاهی ناوار بود، نام شارل یکم پادشاه ناوار را بر او گذاردند.
او در ۱۳۲۲ در فرانسه تاجگذاری کرد. در ۱۳۲۷ او به یاری خواهرش ایزابلا در برابر همسرش ادوارد دوم پادشاه انگلستان پرداخت.
وی در درازای شش سال پادشاهی مالیات و باج و خراج سنگینی را بر گرده مردم گذارد و دارایی دشمنانش و آنها را که وی از ایشان بیزار بود را بالا کشید. وی خودخواهانه به پادشاهی پرداخت.
شارل در حالی مرد که از خود فرزند پسری بر جای نگذاشته بود، این رویداد خط مستقیم جانشینی را در دودمان کاپتی می‌گسست. دوازده سال پیش قانون بازداشتن فرزندان دختر از پادشاهی به تصویب رسیده بود، بنابراین دختر یکساله شارل ماری را برای جانشینی استثنا نمودند. از این گذشته همسر شارل در هنگام مرگ شوهرش باردار بود. از آنجا که هیچ دور نمی‌نمود که فرزند این زن پسر باشد پس یک نایب پادشاه دودمان والواها که شاخه‌ای از خود کاپتی‌ها بودند برگزیده شد، او فیلیپ والوا بود. دو ماه پس از این بیوه شارل کودکی زایید که او هم دختر بود، بنابراین نایب پادشاه تاج و تخت را از آن خود کرد و به نام فیلیپ ششم تاجگذاری نمود.
شارل در ونسان وال دو مارن درگذشت. وی را پس از مرگ در کنار زن سومش ژان دورو در کلیسای سن دنی به خاک سپردند.

## زناشویی
شارل چهارم سه بار دست به زناشویی زد:
- در ۱۳۰۸ با بلانش دو بورگوندی؛ این ازدواج در سال ۱۳۲۲ به هم خورد.
- در سال ۱۳۲۲ برای دومین بار با ماری دو لوکزامبورگ پیمان زناشویی بست.
- در ۵ ژوئیه ۱۳۲۵ برای بار سوم با عموزاده‌اش ژوان اورو ازدواج کرد.

## فرزندان
1. ژان؛ نتیجه ازدواج نخست
2. ژان؛ نتیجه واپسین ازدواج
3. ماری؛ از ازدواج سوم
4. بلانش؛ ار ازدواج سوم